# Compsophorus minimus
Compsophorus minimus là một loài tò vò trong họ Ichneumonidae.